# When Love Hurts
"When Love Hurts" é uma canção da artista musical estadunidense JoJo, gravada para seu segundo extended play (EP) III.. Foi composta por Ammar Malik, Benjamin Levin, Jason Evigan, Daniel Omelio e Ryn Weaver, sendo produzida pelos segundo e terceiro — com Levin sendo creditado profissionalmente como Benny Blanco. O seu lançamento como o primeiro e único single do EP ocorreu em 17 de novembro de 2015, dia o qual foi enviado as rádios mainstream estadunidenses, através da Atlantic Records, sendo também promovida com um EP de remixes, lançado igualmente pela gravadora.

## Faixas e formatos
EP de remixes
1. "When Love Hurts (Full Crate Remix)" – 3:36
2. "When Love Hurts (Chris Cox Remix)" – 6:36
3. "When Love Hurts (Sweater Beats Remix)" – 3:40
4. "When Love Hurts (Hugel Remix)" – 4:04
5. "When Love Hurts (Etienne Ozborne Remix)" – 5:07
6. "When Love Hurts (Laszlo Remix)" – 5:41

## Desempenho nas tabelas musicais

### Posições
| Tabela musical (2015)                          | - Melhor - posição |
| ---------------------------------------------- | ------------------ |
| Estados Unidos (Billboard Hot Sales Singles)   | 7                  |
| Estados Unidos (Billboard Pop Digital Singles) | 27                 |
| Estados Unidos (Billboard Dance Club Songs)    | 3                  |

## Histórico de lançamento
| Região         | Data                   | Formato(s)                    | Gravadora          | Ref.  |
| -------------- | ---------------------- | ----------------------------- | ------------------ | ----- |
| Mundo          | 2 de outubro de 2015   | Download digital (Remixes EP) | Atlantic, Warner   | [ 5 ] |
| Estados Unidos | 17 de novembro de 2015 | Rádios mainstream             | 300, Atlantic, RRP | [ 4 ] |